# Zevendagenslag
De Zevendagenslag was een reeks van zes veldslagen die plaatsvonden tussen 25 juni en 1 juli 1862 nabij Richmond, Virginia tijdens de Amerikaanse Burgeroorlog. Generaal Robert E. Lee slaagde erin om het Noordelijke Army of the Potomac onder leiding van George B. McClellan tot de terugtocht te dwingen via het schiereiland van Virginia. Deze slagen worden soms de Zeven Dagen Campagne genoemd. Toch maken ze integraal deel uit van de Schiereiland-veldtocht.
De Zevendagenslag begon op 25 juni 1862 met een kleine Noordelijke aanval tijdens de Slag bij Oak Grove. McClellan verloor zeer snel het initiatief toen Lee een reeks van aanvallen begon op 26 juni met de Slag bij Beaver Dam Creek, de Slag bij Gaines' Mill op 27 juni en een kleinere confrontatie bij Garnett's and Golding's Farm op 27 juni en 28 juni. Op 29 juni werd de Noordelijke achterhoede aangevallen bij Savage's Station. McClellans leger trok zich verder terug naar Harrison Landing. Lee’s laatste poging om de vijand te blokkeren was in de Slag bij Glendale op 30 juni. Door slechte communicatie bij het Zuidelijke leger slaagden de Noordelijken erin om te ontsnappen en zich te verschansen in de versterkte stellingen bij Malvern Hill. Op 1 juli probeerde Lee via een reeks mislukte frontale aanvallen in de Slag bij Malvern Hill de vijand te verslaan.
De Zevendagenslag eindigde met de aankomst van McClellans leger in Harrison Landing bij de James River. Hij verloor ongeveer 16.000 soldaten bij de terugtocht. Lee verloor ongeveer 20.000 manschappen. Overtuigd van zijn succes tegen McClellan trok Lee naar het noorden voor de Veldtocht in Noord-Virginia en de Maryland-veldtocht.

## Begin van de Schiereiland-veldtocht
De Schiereiland-veldtocht was een mislukte poging van de Noordelijken onder McClellan om Richmond in te nemen via een amfibische landing op het schiereiland van Virginia. In maart 1862 verzamelde McClellan zijn leger waarna het bij Fort Monroe landde. Begin april marcheerden ze in noordelijke richting naar Richmond. De Zuidelijke Warwicklinie bij Yorktown was (aangelegd door brigadegeneraal John Magruder) een onverwacht obstakel voor het Noordelijke leger. McClellan liet zijn leger halt houden en voorbereidingen treffen om de stad te belegeren. Net toen de voorbereidingen afgerond waren, trokken de Zuidelijken onder leiding van Joseph E. Johnston zich terug richting Richmond. De Noordelijken hadden de achtervolging ingezet via land en via rivier. Bij Williamsburg kwam het tot een eerste treffen op 5 mei. Na een onbesliste strijd slaagden de Zuidelijken erin om de terugtocht voort te zetten. Ook de achtervolging via de rivier slaagde niet in zijn opzet. In de Slag bij Eltham's Landing op 7 mei werd de Zuidelijke terugtocht niet geblokkeerd. De Noordelijke marine probeerde via de York River om tot bij Richmond te geraken, maar werden gestopt door de verdedigingslinie bij Drewry’s Bluff op 15 mei.
Eind mei had McClellan eindelijk de buitenwijken van Richmond bereikt. Na een kleinere confrontatie bij Hanover Court House op 27 mei, voerde Johnston een verrassingsaanval uit op de Noordelijke stellingen bij Fair Oaks op 31 mei en 1 juni. Hoewel de slag onbeslist eindigde, vielen er veel slachtoffers en had het toch grote gevolgen voor het verder verloop van de campagne. Johnston werd gewond en vervangen op 1 juni door generaal Robert E. Lee. Lee spendeerde de volgende weken om de verdedigingswerken rond de hoofdstad te versterken en zijn Army of Northern Virginia te reorganiseren.
McClellan liet Lee rustig begaan terwijl hijzelf wachtte op betere weersomstandigheden en begaanbare wegen. Lee wist dat het Noordelijke leger meer soldaten telde. Toch plande hij een offensief om het Army of the Potomac tot de aftocht te dwingen.

## Samenstelling van de legers
De gecombineerde sterkte van beide legers telde bijna 200.000 manschappen. De onervarenheid en behoedzaamheid van beide zijden liet het echter niet tot een grote slag komen die nodig was om tot een tactische overwinning te komen.

### De Noordelijke zijde
McClellans Army of the Potomac telde ongeveer 104.000 manschappen. De indeling was vrijwel dezelfde zoals in Seven Pines.
- II Corps: Brigadegeneraal Edwin V. Sumner: bestaand uit twee divisies onder leiding van brigadegeneraals Israel B. Richardson en John Sedgwick.
- III Corps: Brigadegeneraal Samuel P. Heintzelman: bestaande uit twee divisies onder leiding van of brigadegeneraals Joseph Hooker en Philip Kearny.
- IV Corps: Brigadegeneraal Erasmus D. Keyes: bestaande uit twee divisies onder leiding van brigadegeneraals Darius N. Couch en John J. Peck.
- V Corps: Brigadegeneraal Fitz John Porter: bestaande uit drie divisies onder leiding van brigadegeneraals George W. Morell, George Sykes en George A. McCall.
- VI Corps: Brigadegeneraal William B. Franklin: bestaande uit twee divisies onder leiding van brigadegeneraals Henry W. Slocum en William F. "Baldy" Smith.
- Reserve inclusief de cavaleriereserve onder leiding van brigadegeneraal Philip St. George Cooke en bevoorradingsdepot in White House Landing onder leiding van brigadegeneraal Silas Casey.

### De Zuidelijke zijde
Lee’s Army of Northern Virginia was groter dan het leger dat hij geërfd had van Johnston en telde 92.000 soldaten. Het grootste leger tijdens het conflict.
- Generaal-majoor Thomas J. "Stonewall" Jackson net terug van zijn veldtocht in de Shenandoahvallei had zijn eigen divisie onder zijn bevel en de divisies van general-majoor Richard S. Ewell, brigadegeneraal William H. C. Whiting en generaal-majoor Daniel H. Hill.
- Generaal-majoor A.P. Hills "Light Division" (zo genoemd omdat het marcheerde met weinig bagage en zeer snel kon manoeuvreren) bestond uit de brigades van brigadegeneraals Charles W. Field, Maxcy Gregg, Joseph R. Anderson, Lawrence O'Bryan Branch, James J. Archer en William Dorsey Pender.
- Generaal-majoor James Longstreets divisie bestond uit de brigades van brigadegeneraal James L. Kemper, Richard H. Anderson, George E. Pickett, Cadmus M. Wilcox, Roger A. Pryor en Winfield Scott Featherston. Longstreet had ook het operationeel commando over Hills lichte divisie.
- Generaal-majoor John B. Magruder had het bevel over de divisies van general-majoor Lafayette McLaws, brigadegeneraal David R. Jones en zijn eigen divisie die geleid werd door brigadegeneraal Howell Cobb.
- Generaal-majoorBenjamin Hugers divisie bestond uit de brigades van brigadegeneraals William Mahone, Ambrose R. Wright, Lewis A. Armistead en Robert Ransom, Jr.
- Generaal-majoor Theophilus H. Holmess divisie bestond uit de brigades van brigadegeneraals Junius Daniel, John G. Walker, Henry A. Wise en de cavaleriebrigade van brigadegeneraal J.E.B. Stuart.

## Aanvalsplannen
Lee’s eerste plan was, zoals Johnstons plan voor Seven Pines, complex. Het vereiste een goede coördinatie en communicatie tussen de verschillende onderdelen. Lee wist dat hij het Noordelijke leger niet kon overwinnen via een uitputtingsslag of een belegering. Op 23 juni werden de plannen uit de doeken gedaan in een vergadering van de Zuidelijke bevelhebbers. Het Noordelijke leger had stellingen ingenomen langs de Chickahominy-rivier met het merendeel van de troepen (vier korpsen) langs de zuidelijke oever van de rivier. Het V Corps van brigadegeneraal Fitz John Porter lag ten noorden van de rivier bij Mechanicsville in een L-vorm achter Beaver Dam Creek en ten zuidoosten langs de Chickahominy
Lee’s plan bestond er uit om de Chickahominy over te steken met het merendeel van zijn leger om de vijandelijke Noordelijke flank aan te vallen. De divisies van Benjamin Huger en John B. Magruder moesten de Zuidelijke stellingen behouden tegenover het merendeel van het Noordelijke leger. Dit betekende dat er 65.500 Zuidelijke troepen 30.000 Noordelijken zouden aanvallen terwijl de andere 25.000 Zuidelijken de 60.000 soldaten van de Noordelijken moest vasthouden. De Zuidelijke cavalerie onder leiding van brigadegeneraal J.E.B. Stuart had Porters rechterflank verkend en vastgesteld dat hier de zwakke schakel van de Noordelijken te vinden was.
Jackson zou in de vroege morgen van 26 juni de rechterflank van Porter moeten aanvallen terwijl A.P. Hill van Meadow Bridge naar Beaver Dam Creek zou oprukken. Lee hoopte dat Porter door de uitgeoefende druk zijn loopgraven zou evacueren, wat een frontale aanval onnodig zou maken. Daarna zouden Longstreet en D.H. Hill via Mechanicsville aansluiting zoeken bij de eerste aanvalsgolf. Huger en Magruder zouden schijnaanvallen uitvoeren op hun front om McClellan zand in de ogen te strooien. Lee hoopte om Porter te overrompelen met 65.000 soldaten om daarna op te rukken naar Cold Harbor en McClellans communicatielijnen af te snijden met White House Landing.
McClellan plande eveneens een nieuw offensief. Hij ontving rapporten dat Lee klaar was en dat de aankomst van generaal-majoor Thomas Jacksons voor elk ogenblik kon zijn. (McClellan was op de hoogte van Jacksons aanwezigheid bij Ashland Station, maar deed niets om Porters kwetsbare flank te versterken.) Hij zou Lee een stap voor zijn en zijn eigen aanval lanceren. Hij stuurde cavaleriepatrouilles naar de mogelijke marsroutes waarlangs Jackson zou marcheren. Hij wilde zijn zware artillerie ongeveer 2 km opschuiven naar Richmond door de heuvels bij Nine Mile Road in te nemen. Ter voorbereiding hierop opende hij de aanval op Oak Grove, ten zuiden van Old Tavern en de Richmond and York River Railroad.

## De Zeven Dagen

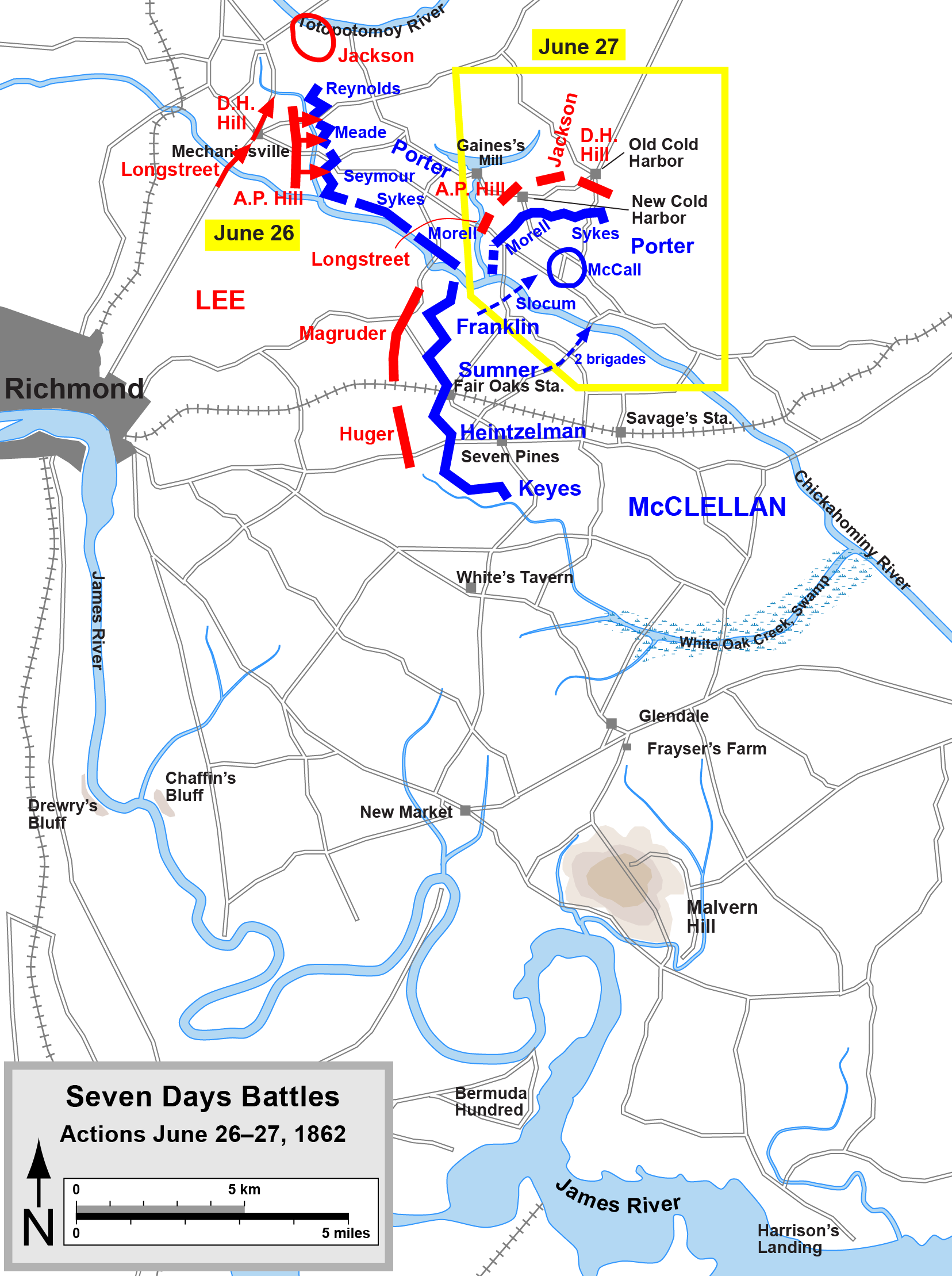
De Zevendagenslag, 26 en 27 juni 1862.

### DeSlag bij Oak Grove
McClellans plan bestond hier in dat het leger in westelijke richting zou oprukken langs de Williamsburg Road naar Richmond. Tussen de twee legers was er een klein maar dicht begroeid bos van ongeveer 1.200 m breed doorsneden door de White Oak Swamp. Twee divisies van het III Corps vormden de voorhoede voor de aanval onder leiding van brigadegeneraals Joseph Hooker en Philip Kearny. Tegenover hem stond de divisie van generaal-majoor Benjamin Huger.
Op 25 juni om 08.00u vielen de Noordelijke brigades van Daniel E. Sickles, Cuvier Grover (van Hookers divisie) en John C. Robinson aan. Robinson en Grover boekten vooruitgang in het centrum en de linkerflank. Sickles had het moeilijker met de grote tegenstand van de Zuidelijken. De Noordelijke slaglinie had een verzwakte rechterflank. Huger profiteerde van de Noordelijke verwarring en lanceerde een tegenaanval met Ambrose R. Wrights brigade tegen Grovers brigade. Op het cruciale moment vuurden de 25th Carolina (van brigadegeneraal Robert Ransoms brigade) een perfect gesynchroniseerde salvo af op Sickles brigade. De aanval van Sickles haperde en de 71st New York trok zich in verwarring terug.
Heintzelman stuurde versterkingen naar voren en stuurde een bericht naar McClellan die 5 km verderop was. McClellan beval zijn manschappen om zich terug te trekken naar de originele stellingen. Toen hij rond 13.00u aankwam bij de frontlinie stuurde hij zijn mannen opnieuw in de aanval. De gevechten duurden voort tot middernacht.
Dit was de enige slag die uitging van McClellans initiatief. Zijn aanval voor 600 m terrein kostte hem en Lee 1.000 slachtoffers. Ondertussen was het offensief van Lee reeds begonnen.

### DeSlag bij Beaver Dam Creek
In Lee’s plan moest Jackson de aanval openen op de noordelijke flank van Porter in de vroege ochtend van de 26ste juni. Wanneer A.P. Hill de kanonnen van Jackson hoorde moest hij met zijn lichte divisie via Meadow Bridge Mechanicsville zuiveren van Noordelijke voorposten en dan oprukken naar Beaver Dam Creek. D. H. Hill en Longstreet moesten eveneens via Mechaniscville oprukken om Jackson en A. P. Hill te ondersteunen. Magruder en Huger moesten schijnaanvallen uitvoeren om de vier Noordelijke korpsen bezig te houden.
Lee’s plan ging van bij het begin de mist in. Jacksons soldaten, nog moe van de geforceerde marsen vanuit de Shenandoahvallei, hadden vier uur vertraging op het schema. Rond 15.00u werd A.P. Hill ongeduldig en viel aan zonder orders. 11.000 soldaten stormden naar voor. Porter versterkte zijn rechterflank en trok zich terug naar de beter verdedigbare Beaver Dam Creek en Ellerson’s Mill. 14.000 ingegraven soldaten werden ondersteund door 32 kanonnen in 6 batterijen sloegen de opeenvolgende Zuidelijke aanvallen af met veel verliezen voor de aanvallers.
Jackson en zijn soldaten arriveerden laat in de namiddag. Hij liet zijn mannen de tenten opslaan om te overnachten terwijl luttele kilometers verder de slag in volle hevigheid woedde. De nabijheid van Jackson bij Porters flank bereikte McClellan. Hij beval Porter om zich terug te trekken achter Boatswain’s Swamp, ongeveer 7 km in oostelijke richting. Hij vreesde voor zijn bevoorradingslijn en verplaatste zijn depot naar de James River. Hij dachte dat de schijnaanvallen van Huger en Magruder betekende dat hij in de minderheid was. (Hij stuurde een bericht naar Washington waarin stond dat er 200.000 vijanden tegenover hem stonden, terwijl het er maar 85.000 waren.) Deze beslissing had verregaande gevolgen. Het betekende dat hij zonder de spoorweg het beleg van Richmond niet kon verderzetten. A. P. Hill, Longstreet en D. H. Hill zetten de aanval verder ondanks de orders van Lee om te blijven waar ze waren. Deze aanval werd opnieuw afgeslagen met grote verliezen.
Alles in beschouwing genomen was dit een tactische overwinning voor McClellan. De Zuidelijken verloren veel manschappen zonder hun doelstellingen te veroveren. In de plaats van 60.000 soldaten hadden slechts 15.000 soldaten aangevallen. De Zuidelijken verloren 1.484 man tegenover 361 voor Porter. Toch was deze slag het begin van een strategisch debacle voor de Noordelijken. McClellan begon zijn leger terug te trekken naar het zuidoosten en verloor hiermee definitief het initiatief.

### DeSlag bij Gaines' Mill
Op 27 juni hadden de Noordelijken zich geconcentreerd in een halve cirkel met Porter in een oost-west georiënteerde sallient ten noorden van de rivier en de ander vier korpsen nog altijd op hun originele locatie. Porter kreeg het bevel om Gaines’ Mill te behouden zodat McClellan de depot kon verleggen naar de James River. Verschillende officieren van McClellans staf drongen erop aan om Magruder aan te vallen ten zuiden van de rivier. Hij weigerder echter omdat hij dacht dat zijn soldaten in de minderheid waren.
Op 27 juni zette Lee zijn offensief verder. Hij lanceerde de grootste Zuidelijke aanval van de oorlog met 57.000 soldaten in zes divisies. In de vroege morgen hernieuwde A. P. Hill zijn aanval bij Beaver Dam Creek. Deze stellingen bleken licht verdedigd te zijn. In de vroege middag botste Hill op de sterke stellingen van Porter langs de Boatswain's Creek. Een aanval werd onmogelijk gemaakt door het natte terrein. Toen Longstreet arriveerde en inzag dat een aanval over dit moeras niet veel zou uithalen, wachtte hij op Jackson tot hij kon aanvallen op de linkerflank van Hill.
Voor de tweede maal kampte Jackson met vertraging. D. H. Hill viel de vijandelijke rechterflank aan en werd afgeslagen door Georges Sykes’ divisie. Hij wachtte tot Jackson arriveerde. Longstreet kreeg het bevel om een afleidingsmanoeuvre uit te voeren om de slaglinie te stabiliseren tot Jackson de aanval zou inzetten vanuit het noorden. Brigadegeneraal George E. Pickett voerde de aanval uit en werd met zware verliezen terug gedreven. Jackson arriveerde rond 15u00 en zette de aanval in rond 16.30u.
Porters linie werd gered door de versterking van brigadegeneraal Henry W. Slocums divisie. Kort na het invallen van de duisternis vielen de Zuidelijken opnieuw aan. De Slecht gecoördineerde aanval deed de Noordelijke linie breken. John Bell Hoods Texas brigade forceerde een opening. Picketts brigade forceerde een tweede. Rond 04.00u op 28 juni trok Porter zijn soldaten terug en stak de bruggen over de Chickahominy in brand.
Voor de tweede dag op rij slaagde Magruder erin om McClellan zand in de ogen te strooien. Hij slaagde erin om 60.000 Noordelijken bezig te houden terwijl de hoofdaanval ten noorden van de rivier plaatsvond.
Gaines’ Mill was de enige echte tactische Zuidelijke overwinning in de Schiereiland-veldtocht. De Noordelijken verloren 894 doden, 3.107 gewonden en 2.836 vermisten of gevangen. Van de 57.018 ingezette Zuidelijke soldaten vonden er 1.483 de dood, werden er 6.402 gewond en 108 vermist of gevangen. De Zuidelijke aanval werd slechts tegen een klein deel van het vijandelijke leger gevoerd (namelijk het V Corps). Ze slaagden wonderwel in hun opzet. McClellan was aangeslagen door de slag en besliste om zijn soldaten terug te trekken. Richmond was gered voor de Zuidelijken.

### De Noordelijke terugtocht
In de nacht van 27 juni gaf McClellan het bevel tot een algemene terugtocht naar Harrison’s Landing op de James River. Deze actie stelt historici tot vandaag voor problemen. McClellan had een sterke defensieve positie die zware Zuidelijke aanvallen doorstaan had. Hij had maar 1 van zijn 5 korpsen ingezet, dus hij had genoeg reserve. Er was zelfs een nieuw leger gevormd, het Army of Virginia, die McClellan zou krijgen als versterking. Toch hadden de Zuidelijke aanvallen hem onzeker gemaakt. Met zijn terugtocht verloor hij het initiatief. Hij stuurde een telegram naar de minister van oorlog waarin stond: "Als ik erin slaag om het leger te redden van de ondergang, dan zal dit niet aan u of aan anderen in Washington te danken zijn. Jullie hebben jullie best gedaan om het leger op te offeren. "
Keyes’ IV Corps kreeg het order om in westelijke richting naar Glendale te marcheren om de terugtocht van het leger te dekken. Porter marcheerde naar Malvern Hill om een nieuwe defensieve positie in te nemen. De bagagetrein werd in zuidelijke richting gestuurd naar de rivier. McClellan zelf vertrok naar Harrinson’s Landing zonder de marsroute te specifiëren of een plaatsvervanger aan te duiden. Voor de rest van de zeven dagen nam hij geen deel aan de slagen. Gaines’ Mill en de Noordelijke terugtocht over de Chickahominy was een psychologische overwinning voor de Zuidelijken. Richmond was gered.
Lee’s cavalerie rapporteerde dat de Noordelijken de verdediging van de Richmond and York River Railroad en de White House depot opgegeven hadden. Deze informatie gecombineerd met de grote stofwolk ten zuiden van de Chickahominy overtuigde Lee uiteindelijk dat McClellan naar de James River terugtrok.

### DeSlag bij Garnett's en Golding's Farm
Terwijl de hoofdaanval tegen Gaines’ Mill in volle hevigheid woedde op 27 juni, voerde zijn cavalerie ten zuiden van de Chickahominy verkenningen uit om de hoofdmacht van McClellans leger te vinden. Brigadegeneraal Robert A. Toombs’ brigade viel uiteindelijk bij zonsopgang het VI Corps aan bij Old Tavern. Deze aanval werd met gemak afgeslagen door Winfield S. Hancocks brigade.
Op 28 juni werd Toombs opnieuw op verkenning gestuurd. In de plaats viel hij de vijand opnieuw aan bij de boerderij van Simon Golding. Toombs nam het op zich om brigadegeneraal George T. Anderson het bevel te geven om de aanval te ondersteunen. Twee van Andersons regimenten, de 7th en 8th, voorafgegaan door Toombs brigade vielen aan. De 49th Pennsylvania en de 43rd New York voerden een tegenaanval uit waarbij de Zuidelijken 156 soldaten verloren.
Dit was de enige aanval ten zuiden van de Chickahominy tijdens de gevechten rond Gaines’ Mill. Dit was een extra aanwijzing voor McClellan dat hij vanuit alle richtingen aangevallen werd.

### DeSlag bij Savage's Station
Op 29 juni had het Noordelijke leger zich geconcentreerd rond Savage’s Station op de Richmond and York River Railroad. Dit was een depot net voor Seven Pines. De voorbereidingen waren volop bezig om de White Oak moeras over te steken. Dit werd zonder McClellans supervisie uitgevoerd. Hij was reeds op weg naar Malvern Hill. Wolken van zwarte rook vulden de lucht terwijl de Noordelijken alles vernietigden wat ze zelf niet konden dragen. Het moreel zakte in elkaar. De gewonden zouden niet geëvacueerd worden vanuit Savage’s Station met de rest van het leger.
Lee ontwikkelde een complex plan om het Noordelijke leger te achtervolgen en te vernietigen. Longstreet en A.P. Hills divisies maakten een grote bocht richting Richmond en dan naar het kruispunt bij Glendale. Holmes’ divisie marcheerde in zuidelijke richting naar Malvern Hill. Magruders divisie marcheerde in oostelijke richting om de vijandelijke achterhoede aan te vallen.
Stonewall Jackson moest met zijn drie divisies de brug over de Chickahominy herbouwen en dan in zuidelijke richting naar Savage’s Station marcheren. Daar zou hij aansluiting vinden met Magruder en het Noordelijke leger een zware slag toebrengen. De achterhoede bij Savage’s Station bestond uit vijf divisies van Sumners II Corps, Heintzelmann III Corps en Franklins VI Corps. McClellan beschouwde Sumner als incompetent. Daarom werd er niemand aangesteld als bevelhebber van de achterhoede.
Rond 09.00u in de ochtend van 29 juni werd er contact gemaakt tussen de twee legers. Vier regimenten leverde slag op 3 km van Savage’s Station die twee uur duurde. Ondertussen maakte Jackson niet de geplande vorderingen. Het vergde tijd om de bruggen over de Chickahominy te herbouwen. Hij kreeg ook een onduidelijk bericht van de staff van Lee waaruit hij opmaakte dat hij ten noorden van de rivier moest blijven en de bruggen moest bewaken. Deze mislukkingen in het Zuidelijke plan werd ruimschoots goed gemaakt door de fouten langs Noordelijk zijde. Heintzelmann besliste op eigen houtje dat zijn divisie niet zou vechten bij Savage’s Station. Hij trok zich terug met de rest van het leger zonder zijn medeofficieren op de hoogte te stellen.
Magruder zat met het probleem hoe hij de 26.000 soldaten van Sumner moest aanpakken met maar 14.000 soldaten in zijn divisie. Hij aarzelde tot 17.00u. Toen stuurde hij twee en een halve brigade naar voren. De Noordelijke artillerie opende het vuur en hun infanterie werd naar voren gestuurd. Het front van twee brigades breed duwde de linie van één Sedgwicks brigades voor zich uit. Sumner pakte de verdediging raar aan. Hij koos hier en daar een regimenten uit verschillende brigades uit om de verdediging te versterken. Toen deze regimenten de slaglinie bereikten, waren beide zijden even sterk. Hoewel Magruder maar weinig liet aanvallen, was Sumner nog kariger met het sturen van verdedigers. Van de 26 regimenten tot zijn beschikking werden er maar 10 ingezet.
De gevechten resulteerden in een bloedige patstelling tot het invallen van de avond. Er was zwaar onweer op komst. De "Land Merrimack" (het eerste kanon op een trein die ingezet werd in de strijd) bombardeerde het Noordelijke front. Sommige van de granaten bereikten zelfs het veldhospitaal. De laatste actie van de dag was het behouden van de linkerflank ten zuiden van de Williamsburg Road door de Vermont Brigade. Doorheen dichte ondergroei voerden ze een aanval uit om een betere positie voor hun flank te krijgen. Ze werden teruggedreven onder een moordend vuur. Ze hadden die dag de meeste slachtoffers te betreuren.
Er vielen langs beide zijden ongeveer 1.500 slachtoffers, plus 2.500 Noordelijke gewonden die gevangen werden genomen nadat het personeel het veldhospitaal geëvacueerd had. Thomas Jackson stak uiteindelijk de rivier over om 02.30u op 30 juni. Te laat om de vijand aan te vallen zoals Lee gehoopt had.

### DeSlag bij Glendaleen deSlag bij White Oak Swamp

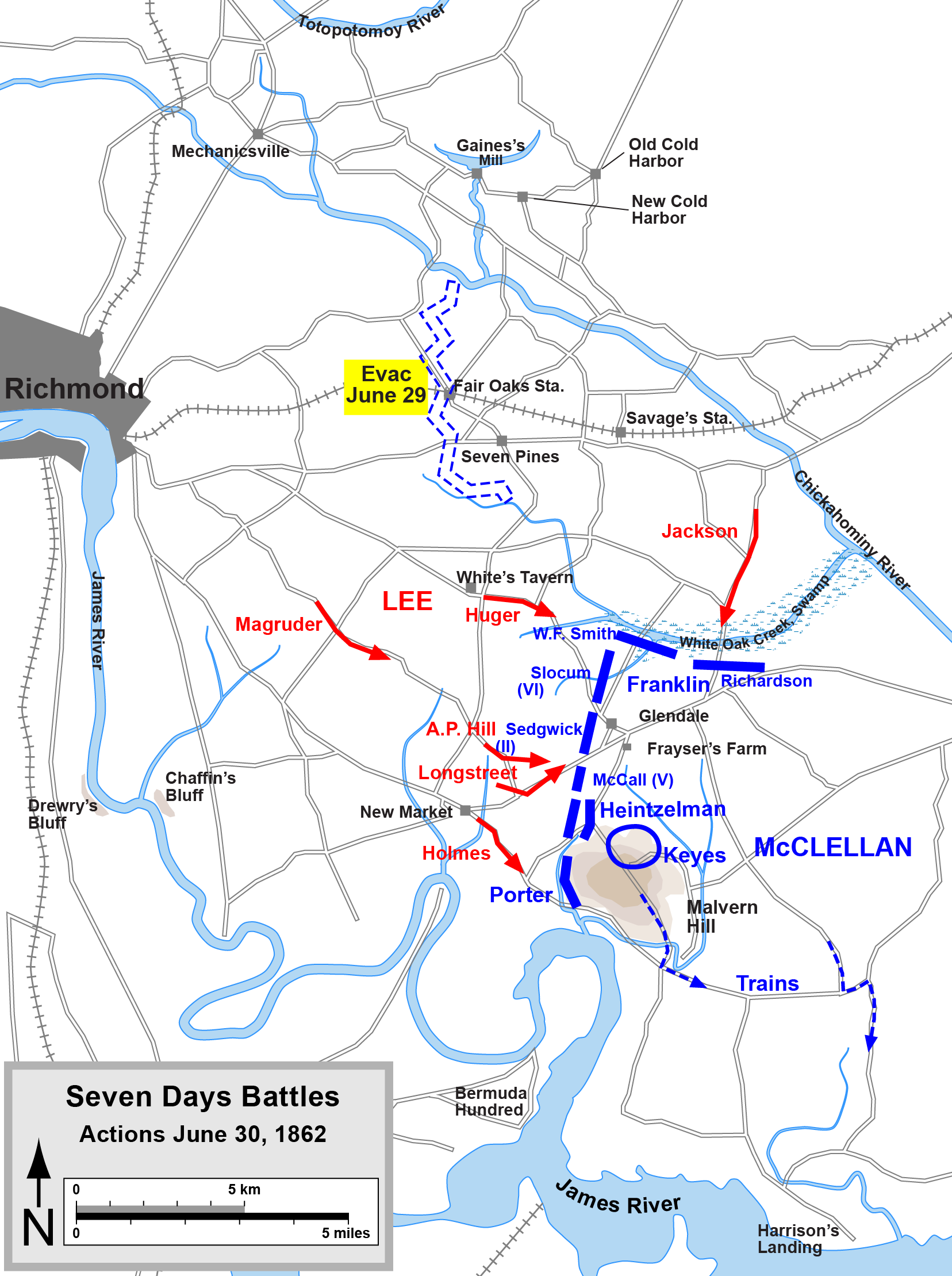
De Zevendagenslag op 30 juni 1862.

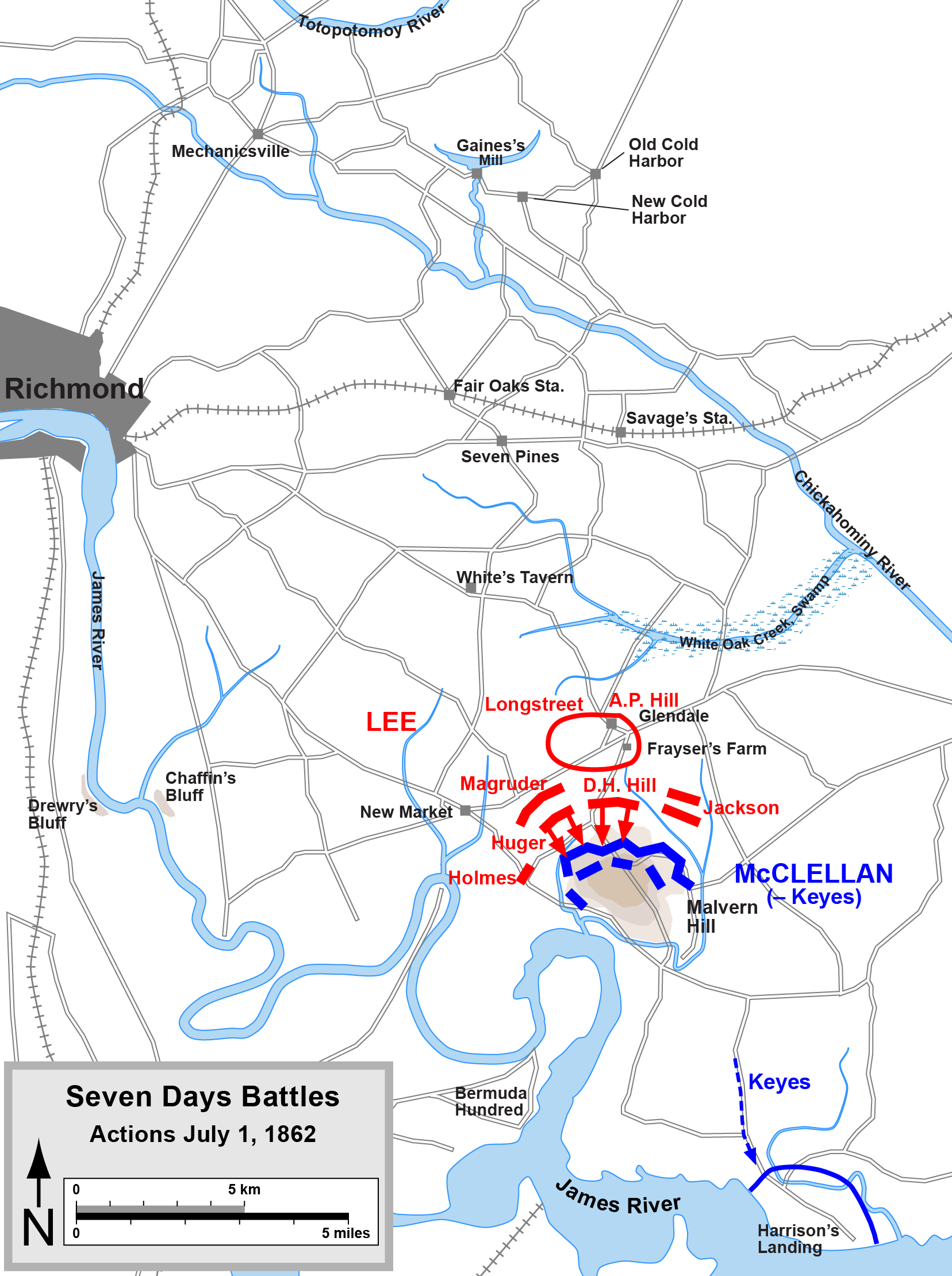
De Zevendagenslag op 1 juli 1862.

De meeste regimenten van het Noordelijke leger waren erin geslaagd om tegen de middag van 30 juni de White Oak Swamp over te steken. Ongeveer een derde van het leger had reeds de James River bereikt. De rest marcheerde nog tussen het moeras en Glendale. McClellan inspecteerde de soldaten die reeds bij de James River waren aangekomen. Daarna scheept hij in in de USS Galena.
Lee liet al zijn eenheden naar het vijandelijk leger marcheren dat trage vooruitgang boekte op de slechte wegen. Het Army of the Potomac vormde zonder adequate leiding maar een slechte verdedigingsperimeter. Stonewall Jackson moest druk uitoefenen op de Noordelijke achterhoede bij White Oak Swamp terwijl de andere 45.000 soldaten onder Lee de Noordelijken zou aanvallen bij Glendale. Hierdoor zou het Noordelijke leger in tweeën gesplitst zijn. Hugers divisie moest de aanval openen na een mars van 5 km op de Charles City Road. Hij werd ondersteund door Longstreet en A. P. Hill. Holmes moest Malvervn Hill innemen.
Het Zuidelijke plan kreeg opnieuw te kampen met vertragingen. Hugers mannen verloren tijd omdat er bomen op de Charles City Road lagen. Ze hadden uren nodig om de weg opnieuw vrij te maken. Huger vond geen alternatieve weg en zou daarom niet deelnemen in de volgende slagen. Magruder marcheerde doelloos rond. Hij kon niet beslissen of hij Longstreet of Holmes zou ondersteunen. Lee gaf het bevel aan Magruder rond 16.00u om Holmes te ondersteunen bij zijn aanval op Malvern Hill. Thomas Jackson maakte weinig vooruitgang en bleef de volledige dag ten noorden van de creek. Hij ondernam armzalige pogingen om de creek over te steken. Hij deed een poging om een brug te herbouwen terwijl er verschillende oversteekplaatsen in de nabijheid waren en hij vocht een onnodig artillerieduel uit. Holmes onervaren soldaten maakten weinig vooruitgang tegen Porter bij Turkey Bridge op Malvern Hill. Ook de versterkingen van Magruder konden niet baten. De aanval werd afgeslagen.
Om 14.00u, terwijl ze Hugers aanval afwachtten, kregen Lee en Longstreet bezoek van president Jefferson. Terwijl ze met elkaar spraken werden ze beschoten door artillerie. Twee mannen werden gewond en drie paarden werden gedood. A.P. Hill, bevelhebber van de sector, beval de president en de generaals om zich te verwijderen. Longstreet probeerde de vijandelijke artillerie het zwijgen op te leggen zonder succes. Hij beval kolonel Micah Jenkins een infanterieaanval uit te voeren. Deze charge vond plaats rond 16.00u.
Hoewel de aanval van A.P. Hill en Longstreet later waren en niet uitgevoerd werden zoals gepland, was het toch de enige aanval op de Noordelijken zoals Lee hoopte uit te voeren. Longstreets 20.000 soldaten werden niet versterkt door Huger of Jackson, hoewel ze zich in een radius van 5 km bevonden. Zij vielen 40.000 slecht opgestelde Noordelijken aan die in een 3 km brede noord-zuid georiënteerde boog bij Glendale stonden. De gevechten concentreerden zich voornamelijk rond de stellingen van de Pennsylvania Reserves van het V Corps. Dit waren ongeveer 6.000 soldaten onder leiding van brigadegeneraal George A. McCall die hun stellingen ten westen van Nelson Farm hadden betrokken.
Drie Zuidelijke brigades voerden de aanval uit. Longstreet zette ze wel maar stuksgewijs in verspreid over verschillende uren. James L. Kempers brigade viel als eerste aan doorheen de dichte bebossing en kwamen vlak voor de kanonnen van McCall uit de bossen. Ze chargeerden vol enthousiasme maar ongeordend. Ze braken door de Noordelijke linie. Jenkins gaf ondersteuning met enkele uren later gevolgd door de brigade van Cadmus M. Wilcox. Er volgde een verwoede en harde strijd.
De beide flanken van McCall hielden stand onder verschillende Zuidelijke aanvallen: Joseph Hooker ten zuiden en Henry W. Slocum ten noorden. John Sedgwicks divisie stopte de gaten na een brutale tegenaanval. De gevechten duurden tot 20.30u. Longstreet stuurde vrijwel iedere brigade onder zijn bevel de strijd in. Terwijl de Noordelijken nu en dan een brigade stuurden om de gaten te dichten.
De slag was onbeslist hoewel Lee erin slaagde om de Noordelijke terugtocht te vertragen en een serieuze klap toe te brengen aan hun leger. Het werd echter niet vernietigd. De Noordelijken verloren 3.797 manschappen terwijl de Zuidelijke verliezen 3.673 soldaten bedroegen.

### DeSlag bij Malvern Hill
De laatste slag tijdens de zeven dagen was de eerste slag waarin de Noordelijken een goede uitgangspositie hadden. Malvern Hill was voorzien van een goed uitzicht, goede artillerieposities en was omgevormd tot een formidabele stelling door het V Corps van Porter. De hellingen werden ontruimd. Er werd een goed schootsveld aangelegd zodat 250 kanonnen hun dodelijk kracht ten volle konden uitspelen. Deze werden opgesteld door colonel Henry J. Hunt, de bevelhebber van de artillerie. Voorbij dit open veld was het terrein moerassig en bebost. Bijna het volledig Noordelijk leger stond opgesteld op de heuvel. De stellingen liepen van Harrison’s Landing op de rechterflank tot George W. Morells brigade op de linkerflank.
Lee zou de positie frontaal aanvallen. Hij hoopte dat zijn artillerie een doorgang zou schieten zodat zijn infanterie de aanval met succes zou kunnen uitvoeren. Hij zou de heuvel vanuit het noorden aanvallen bij Quaker Road met de divisies van Stonewall Jackson, Richard S. Ewell, D.H. Hill en William H.C. Whiting. Magruder moest ondersteuning verlenen aan Jackson waarna hij zich moest opstellen op de rechterflank van Jackson. Hugers divisie zou gebruikt worden om ingezet te worden waar nodig. Longstreet en A.P. Hills divisies werden in reserve gehouden.
Opnieuw werd Lee’s plan slecht uitgevoerd. De oprukkende soldaten werden vertraagd door modderige wegen en slechte kaarten. Jackson kwam aan voor een moerassig gebied en stopte. Magruders gidsen stuurden hem per abuis in zuidwestelijke richting de Long Bridge Road op weg van het slagveld. Uiteindelijk werd de Zuidelijke slaglinie samengesteld met Hugers divisies op de rechterflank en D.H. Hills divisie op de linkerflank. De aanval zou maar ingezet worden na het artilleriebombardement.
Het was de Noordelijke artillerie van Henry Hunt die echter als eerste het vuur opende. Hij lanceerde een van de grootste artillerie barrages van de oorlog. Tussen 13.00u en 14.30u kwam het moordend kanonvuur terecht tussen de Zuidelijke troepen. De meeste Zuidelijke batterijen werden uitgeschakeld. Ondanks deze tegenslag liet Lee de aanval toch doorgaan om 15.30u. Armisteads brigade brak door de linie van Noordelijke scherpschutters. Rond 16.00u arriveerde Magruder en werd onmiddellijk ingezet om Armistead te ondersteunen. Zijn aanval was slecht opgezet. D. H. Hill lanceerde zijn aanval langs de Quaker Road. Langs de volledig slaglinie raakten de Zuidelijken niet verder dan 200 meter voor het Noordelijke centrum. Tegen de avond werden ze met zware verliezen terug gedrongen. Lee verloor 5.355 soldaten tegenover 3.214 Noordelijken zonder een stap vooruit te komen. Hij bleef het Noordelijke leger achtervolgen tot bij Harrison’s Landing.

## Gevolgen
De Zevendagenslag was het einde van de Schiereiland-veldtocht. De Army of the Potomac hadden hun tenten opgeslagen bij de Berkeley plantage. Hun defensieve positie was goed uitgebouwd. Lee nam het niet in overweging om dit aan te vallen. Hij trok zich terug naar de stellingen rond Richmond. Het Noordelijke leger had bescherming van de kanonneerboten op de rivier. De soldaten werden wel geveld door oververhitting en ziekte. In augustus trokken ze zich terug om het Army of Virginia te versterken.
Beide zijden leden zware verliezen. Lee’s Army of Northern Virginia had 3.494 doden, 15.758 gewonden en 952 vermisten of gevangen te betreuren op een totaal van 90.000 soldaten. McClellan rapporteerde 1.734 doden, 8.062 gewonden en 6.053 vermisten of gevangen op een totaal van 105.445. Ondanks hun overwinning waren de Zuidelijken geschokt door de zware verliezen.
Het resultaat van de Zevendagenslag had verregaande gevolgen. Na een veelbelovende start van de Schiereiland-veldtocht was het moreel in het Noorden kapot na McClellans nederlaag. Ondanks zware verliezen en onhandige tactische zetten door Lee en zijn staf steeg het Zuidelijk moreel zienderogen. Lee kreeg het fiat om zijn strategie verder toe te passen in de Maryland-veldtocht wat zou leiden tot de Tweede Slag bij Bull Run.
McClellans oude positie als opperbevelhebber van alle Noordelijke legers werd op 23 juli 1862 ingevuld door generaal-majoor Henry W. Halleck. McClellan behield het commando over het Army of the Potomac. Lee herschikte zijn bevelhebbers. Holmes en Magruder werden overgeplaatst.